# Casa Crespi (via Sant'Andrea)
Casa Crespi è un edificio storico di Milano situato in via Sant'Andrea n. 15.

## Storia e descrizione
Benché il palazzo risalga nelle sue forme originali al XVI secolo, questo subì importanti rifacimenti durante il XVIII secolo.  La facciata si presenta piuttosto sobria ed austera: il pian terreno è centrato sul portale in bugnato liscio coronato da un balcone retto da mensole, mentre le aperture che affiancano il portale sono decorate con cornici in pietra. Al piano nobile le finestre sono decorate con modanature con alta trabeazione, decorazione che sparisce al secondo piano per dare spazio a finestre con semplici cornici in pietra. L'interno si presenta come un caseggiato a forma di ferro di cavallo, con il lato di fronte alla settecentesca facciata interna a bugne dedicato all'ingresso del giardino.
L'edificio, per molti anni la residenza dei Manara, fu il luogo di nascita del patriota Luciano Manara.